# Invasion ottomane des Îles Baléares (1558)
L’invasion ottomane des îles Baléares a eu lieu en 1558, opposant l'Empire ottoman à l'Espagne Habsbourg, aux îles Baléares, en Espagne.

## Contexte

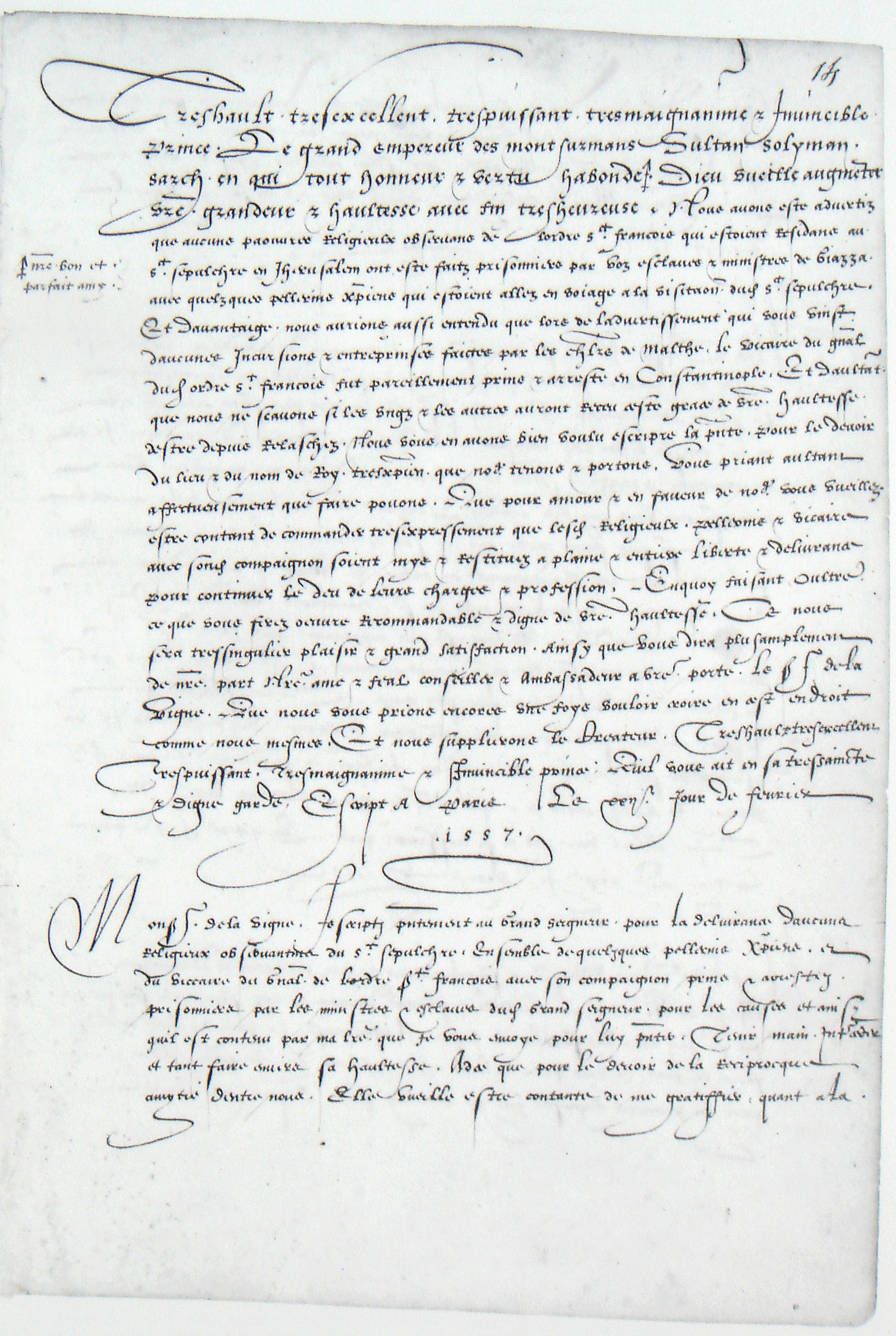
Lettre de Henri II de France à Soliman le Magnifique, et l'ambassadeur Jean Cavenac de la Vigne, en date du 22 février 1557.

Les Ottomans avaient déjà attaqué les îles Baléares à plusieurs reprises auparavant, comme en 1501 lors d'un raid ottoman sur les îles Baléares. Suivirent les sacs de Pollença (en 1531 et 1550), le sac de Mahon en 1535, puis ceux de Alcúdia (1551), Valldemossa (1552), Andratx (1553) et Sóller (1561). 
Les attaques ottomanes ont seulement diminué après la bataille de Lépante de 1571, même si elles persistèrent jusqu'au XVIIe siècle,.
Le 30 décembre 1557, Henri II de France, qui était en conflit avec les Habsbourg dans la guerre d'Italie de 1551-1559, écrivit à Soliman, lui demandant de l'argent, du salpêtre, et 150 galères à installer dans l'Ouest. Par l'intermédiaire de son ambassadeur Jean Cavenac de la Vigne, Henri II obtint l'envoi d'une flotte de l'empire Ottoman en 1558.
Soliman le Magnifique envoya sa flotte comme diversion pour aider ses alliés français contre les Habsbourg. L'armada ottomane quitta Constantinople en avril 1558. Le 13 juin 1558, la flotte ottomane ravagea une partie des possessions espagnoles du sud de l'Italie, avec peu d'effet cependant hormis le sac de Sorrente où elle fit 3 000 prisonniers.

## Raid
En juillet, la flotte ottomane commence à ravager les îles Baléares. Les troupes ottomanes se composent de 15 000 soldats dans 150 navires de guerre. À Minorque, les Ottomans, après avoir été repoussés lors d'une attaque sur Mahón, portent leurs efforts sur Ciutadella qui était gardée par 40 soldats.

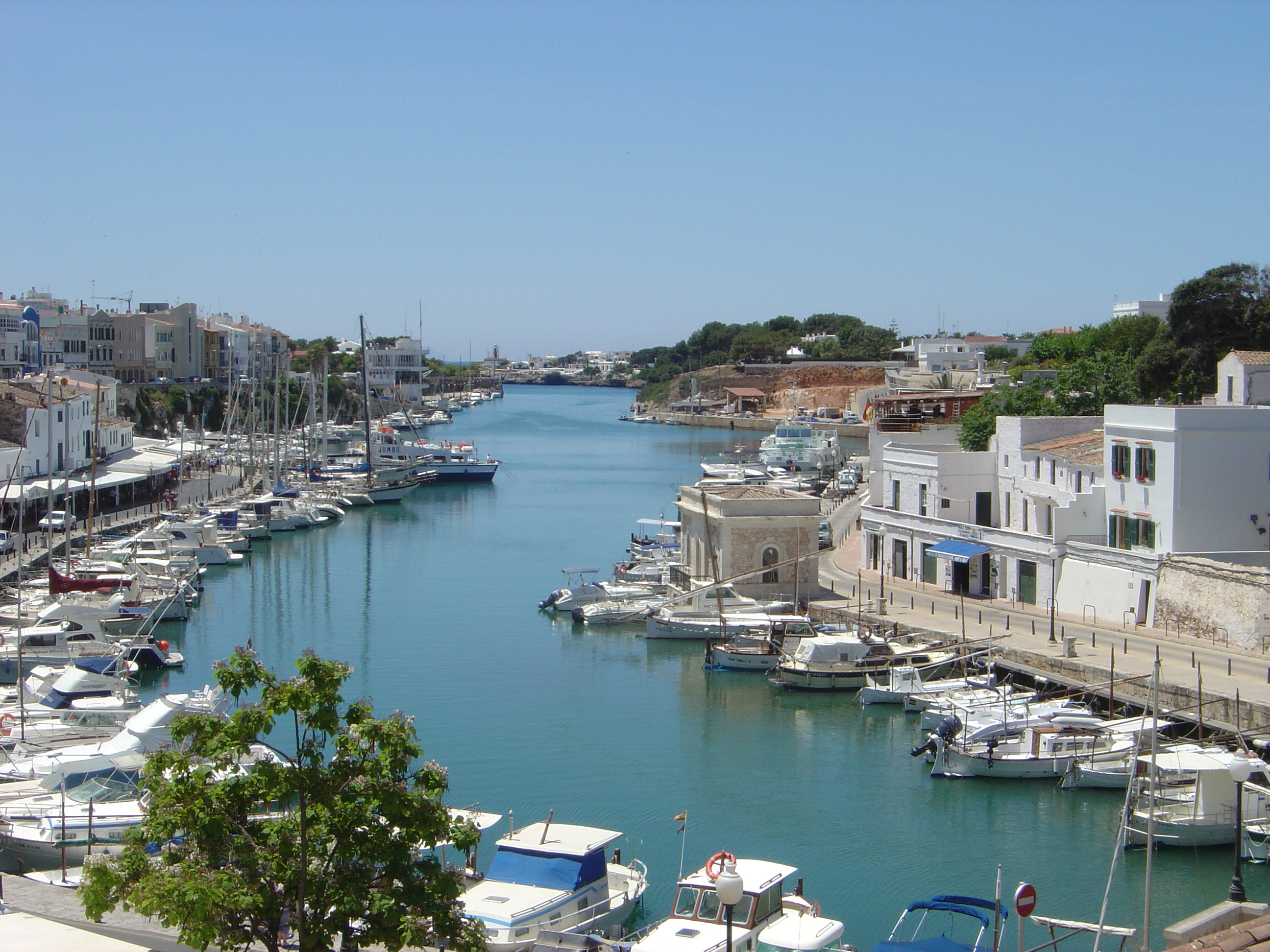
Port de Ciutadella.

Le 9 juillet 1558, les Ottomans, dirigés par Piyale Pacha et Turgut Reis, mettent la ville en état de siège pendant huit jours, puis entrent ensuite et anéantissent la ville. Après la chute de la citadelle, la ville est détruite et la population réduite en esclavage. Les 3 099 habitants de Ciutadella  qui ont survécu au siège sont vendus comme esclaves dans l'Empire Ottoman, avec des gens des villages avoisinants. Au total, 3 452 habitants sont vendus dans les marchés d'esclaves de Constantinople. Les îles Baléares sont ravagées et 4 000 personnes sont faites prisonnières.
Un obélisque a été érigé au XIXe siècle par Josep Quadrado sur la Plaza des Né à la mémoire de l'offensive, avec l'inscription suivante:
« Ici, nous nous sommes battus jusqu'à la mort pour notre religion et notre pays. 1558. »

## Conséquence
Une conséquence de la conquête Franco-ottomane de la Corse, la même flotte ottomane a été retardée pour se joindre à la flotte française en Corse près de Bastia, probablement en raison de l'échec du commandant de Dragut à honorer les ordres de Soliman. Soliman s'est excusé dans une lettre à Henri, fin 1558,.